# Henryk Przybylski (politolog)
Henryk Jerzy Przybylski (ur. 1938, zm. 2011) – polski politolog, profesor nauk politycznych, nauczyciel akademicki Akademii Ekonomicznej im. Karola Adamieckiego w Katowicach, specjalności naukowe: międzynarodowe stosunki polityczne, public relations, ruchy polityczne.

## Życiorys
W 1961 ukończył studia na Uniwersytecie Łódzkim. Uzyskał stopień naukowy doktora i stopień naukowy doktora habilitowanego. W 1982 nadano mu tytuł naukowy profesora nauk politycznych.
Był profesorem zwyczajnym Akademii Ekonomicznej im. Karola Adamieckiego w Katowicach na Wydziale Ekonomii w Katedrze Nauk Humanistycznych (kierownik katedry) oraz w następujących uczelniach:
- Górnośląska Wyższa Szkoła Handlowa im. Wojciecha Korfantego w Katowicach;
- Akademia im. Jana Długosza w Częstochowie; Wydział Nauk Społecznych; Instytut Zarządzania i Marketingu;
- Śląska Wyższa Szkoła Zarządzania im. gen. Jerzego Ziętka w Katowicach[2].

Zmarł 10 kwietnia 2011. Został pochowany 15 kwietnia 2011 na Cmentarzu przy ul. Brackiej w Katowicach.